# Auch Mörder haben schöne Träume
Auch Mörder haben schöne Träume  (Originaltitel: Pile ou Face, deutscher Fernsehtitel: Kopf oder Zahl) ist ein französischer Film aus dem Jahre 1980. Regie führte Robert Enrico.

## Handlung
In einem Wohnblock in Bordeaux stürzt Adrienne Morlaix aus einem Fenster, nachdem es wegen ihrer Nörgeleien zu einer verbalen Auseinandersetzung mit ihrem Ehemann Eduard Morlaix gekommen war. Der den Fall untersuchende Inspektor Louis Baroni glaubt nicht an einen Unfall und möchte den Witwer vor Gericht bringen. Bei seinen nächtlichen Observationen lernt er auch die Zeugin Laurence kennen, die im Haus gegenüber wohnt und die Szene vor dem Fenstersturz teilweise beobachtet hatte.
Während seiner intensiven Ermittlungen entwickelt Baroni zunehmend Sympathien für Morlaix, dessen Motiv für den Mord es gewesen ist, an das Geld auf dem Konto seiner Frau zu gelangen, das er für eine Reise in ein französisches Überseedepartement benötigt. Nicht nur Morlaix, auch Baroni erliegt dem Charme von Laurence. Die Rahmenhandlung des Films schildert Ermittlungen im Drogenmilieu, die mit diesem Fall nichts zu tun haben und in deren Verlauf sich Baroni bei seinem Kollegen und einigen seiner Vorgesetzten unbeliebt macht, da er nicht immer mit deren Ermittlungsmethoden einverstanden ist. 
Nachdem sich die Beziehung zwischen dem verwitweten Inspektor Baroni und Morlaix zunehmend psychologisch verdichtet, endet der Film damit, dass Baroni –, nach seiner Beförderung zum Hauptkommissar und vorzeitigen Versetzung in den Ruhestand – Morlaix auf ein Schiff nach Papeete bringt, mit dem sie gemeinsam abreisen. In einem Brief bittet Baroni Laurence, sich um seine Kanarienvögel zu kümmern. An Bord zerreißt er das schriftliche Geständnis von Morlaix, das er ihm zuvor abgerungen hatte, und wirft es ins Meer. Im letzten Dialog zwischen den beiden äußert Morlaix, dass auch Baroni seine Ehefrau Louise umgebracht habe. Dieser streitet es nicht ab, sondern fragt lediglich, seit wann Morlaix das wisse.  

## Kritik
„Spannendes Duell mit hervorragenden Protagonisten, stimmiger psychologischer Analyse und einer einfallsreichen Schlußpointe.“